# Inmigración alemana en Namibia
La inmigración alemana en Namibia dio origen a los germano-namibios (en alemán: Deutschnamibier), una comunidad de alemanes étnicos, descendientes de los colonos alemanes que se instalaron en Namibia en tiempos del Imperio colonial alemán. En 1883 un comerciante alemán, Adolf Lüderitz, compró a un jefe local lo que sería la costa del sur de Namibia y fundó la ciudad de Lüderitz.

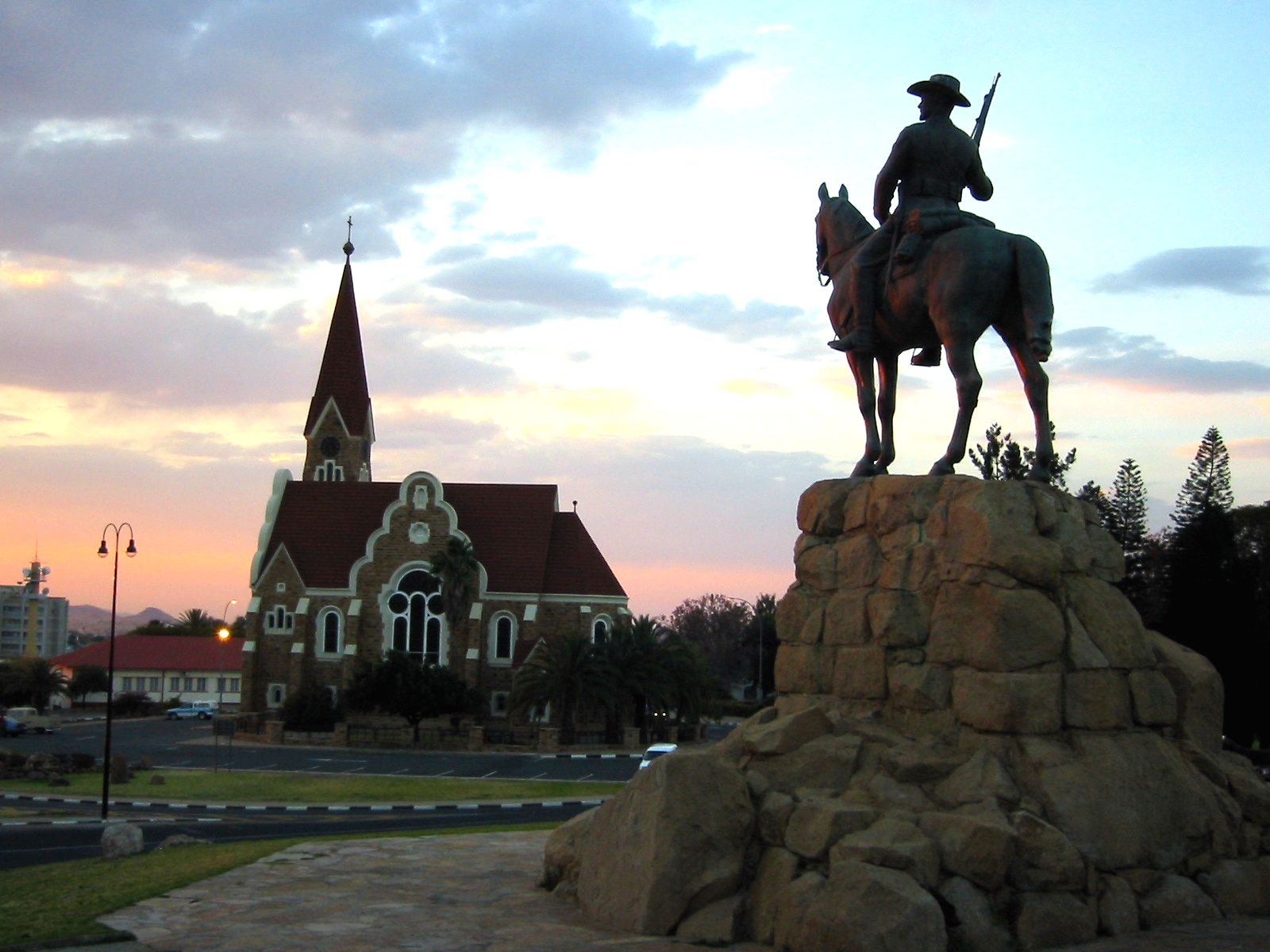
Iglesia Luterana Evangélica, en Windhoek.

El Imperio alemán, deseoso de obtener posesiones en el extranjero, anexó el territorio muy pronto y lo llamó África del Sudoeste Alemana (en alemán: Deutsch-Südwestafrika). Posteriormente, pequeños grupos de alemanes emigraron allí, como soldados (Schutztruppe), se conoce al Ejército colonial del Imperio alemán que se mantuvo en funcionamiento desde 1891 hasta 1918, cuando Alemania perdió sus colonias, mineros de diamante o funcionarios coloniales.
En 1915, durante la Primera Guerra Mundial, Alemania perdió sus posesiones coloniales, incluida África del Sudoeste (ver: Historia de Namibia); después de la guerra la excolonia alemana fue ocupada por el imperio británico y luego por Sudáfrica hasta la independencia en 1990. La minoría alemana, estimada en un uno por ciento de la población, en su mayoría funcionarios coloniales, soldados y sus familias fueron evacuados a Alemania tras la ocupación británica.

## Idioma
Hoy en día, el inglés es el único idioma oficial del país, tras el fin de la Primera Guerra Mundial, cuando Alemania perdió toda la soberanía sobre sus colonias en el Tratado de Versalles. El.Imperio británica ocupó Namibia y el gobierno británico anexo el territorio a su colonia del sur, renombrando Sudoeste de África a Sudáfrica. Durante la posterior «sudafricanización» del Sudoeste de África, alrededor de la mitad de los 15.000 residentes alemanes restantes fueron deportados y sus granjas fueron entregadas a sudafricanos. Esta política, denominada «desgermanización», se estima que el 2 por ciento de la población total del país) aún hablan alemán o alemán negro de Namibia, respectivamente. Sin embargo, el número de germano-namibios, en lugar de los hablantes de alemán de Namibia, es incierto debido a la falta de documentación tras la conquista pro el Imperio británico y luego por Sudáfrica hasta la independencia en 1990.
Los namibios alemanes conservan una cultura alemana completa dentro de Namibia, con escuelas, iglesias y radiodifusión en alemán. La televisión, la música y los libros de Alemania son muy populares en la comunidad. Esto es a pesar del hecho de que en la mayoría de las áreas y en Windhoek, la capital, la lingua franca más amplia es el afrikáans, mientras que el inglés es ahora el único idioma que se usa en muchas otras esferas, como el gobierno o en carteles públicos y empaques de productos. A diferencia de Sudáfrica, los germano-namibios no han sido absorbidos por las comunidades de habla inglesa y afrikáans más grandes. Sin embargo, prácticamente todos los germano-namibios dominan el afrikáans y están familiarizados con el inglés o pueden hablarlo con fluidez.

## Comunidades
La mayoría de los germano-namibios actuales son descendientes de agricultores, funcionarios, artesanos y familiares de las llamadas Schutztruppe (tropas de protección), así como descendientes de las oleadas migratorias que siguieron a las dos guerras mundiales.
Muchos germanohablantes viven en la capital, Windhoek (alemán: Windhuk), y en ciudades más pequeñas como Swakopmund, Lüderitz y Otjiwarongo, donde la arquitectura alemana es notoria. Muchos alemanes de Namibia se destacan en los negocios, la agricultura o el turismo o como funcionarios gubernamentales. Por ejemplo, el primer alcalde de Windhoek posterior a la independencia, Björn von Finckenstein, fue un germano-namibio. Los intereses de la comunidad son por lo general expresados a través del único diario de habla alemana de África, el Die Allgemeine Zeitung. El legado de los colonos alemanes en Namibia también puede ser visto a través de la Iglesia luterana, que es la confesión religiosa más grande en el país.[cita requerida]
Muchos lugares en Namibia llevan nombres de origen alemán. La calle principal de la ciudad capital, Windhoek, mantuvo el nombre de Kaiserstrasse ("calle del Emperador") hasta la independencia de Namibia en 1990.

## Declive
El porcentaje de la población de Namibia formada por alemanes ha disminuido recientemente, lo que ha generado especulaciones acerca de esta disminución. El declive en el porcentaje de namibios alemanes se debe principalmente a sus bajas tasas de natalidad y al hecho de que otros grupos étnicos namibios tienen tasas de natalidad más altas y familias más numerosas. A diferencia de otros grupos blancos del sur de África, la emigración a Europa, Australia o América del Norte no es común entre los germano-namibios. En su caso tienden a emigrar a Sudáfrica.Al comienzo de la Segunda Guerra Mundia declaró oficialmente la guerra a Alemania y al Eje. En 1939, las personas de origen alemán en el suroeste de África fueron puestas bajo arresto domiciliario o agrícola y, posteriormente, en 1940, transferidas a Sudáfrica para ser internadas en campos de concentración, donde permanecerían hasta 1946. La política de apartheid de Sudáfrica fue objeto de crecientes críticas y condujo al surgimiento y fortalecimiento del movimiento de resistencia negra, en el suroeste de África donde los blancos eran vistos como opresores.
Según el censo de 2001, solo el 1,1 % de todos los hogares de Namibia utilizan el alemán como lengua materna (3654 hogares), que es mucho menos que el afrikáans (39.481 o 11,4 %) o el inglés (6522 o 1,9 %).
Según el censo de 2011, el 0,9 % de todos los hogares de Namibia usaban el alemán como lengua materna (4359 hogares), en comparación con el 10,4 % que usaba afrikáans (48.238) y el 3,4 % que usaba inglés (15.912). El alemán lo habla solo el 0,3 % de los namibios rurales en comparación con el 1,7 % de los namibios urbanos. La concentración máxima se puede encontrar en la región de Erongo (2,8 %), la región de Khomas (2,6 %) y la región de Otjozondjupa (1,4 %). Según el censo del año 2022, el 0,62 % de todos los hogares de Namibia usaban el alemán como lengua materna (3059 hogares).

## Educación
La Deutsche Höhere Privatschule Windhoek, una escuela internacional alemana, se encuentra en la capital del país, Windhoek.